# Kouzelníci z Waverly (2. řada)
Všechny sezóny | Předchozí sezóna (1.) | Následující sezóna (3.) | Následující sezóna (4.)

## Info
- Tato sezóna má 30 epizod.
- Epizody nejsou vysílány v pořadí produkce.
- Začátek vysílání v USA: 12. září 2008
- Konec vysílání v USA: 21. srpna 2009
- Začátek vysílání v ČR: 19. září 2009
- Konec vysílání v ČR: srpen 2010

## Obsazení
- Selena Gomezová a David Henrie hráli ve všech epizodách.
- Jake T. Austin nehrál v jedné epizodě (2x13).
- Jennifer Stone nehrála ve třech epizodách (2x02, 2x07, 2x11).
- Maria Canals Barrera nehrála v sedmi epizodách (2x03, 2x07, 2x13, 2x16, 2x19, 2x28, 2x29).
- David DeLuise nehrál v pěti epizodách (2x01, 2x03, 2x07, 2x16, 2x22).

## Epizody
| Epizoda celkově | Pořadí | Originální název                      | Český název                               | Premiéra v USA     | Produkční čísla |
| --- | ------ | ------------------------------------- | ----------------------------------------- | ------------------ | --------------- |
| 22 | 1      | Smarty Pants                          | Chytrokalhoty                             | 12. září 2008      | 201             |
| Jerry odjel na kouzelnickou konferenci a tak si bere výuku na starost Justin. Alex a Maxovi představuje takové kouzelnické vychytávky jako je například rychlotriko, které kouzelníkovi poskytne nadzvukovou rychlost, noční čapka, kterou když si kouzelník nasadí okamžitě usne nebo chytrokalhoty, které když si kouzelník nasadí, osvojí si všechny znalosti. Ve škole se koná vědomostní soutěž, na kterou se hlásí Harper. Jelikož Harper ztratí jednu hráčku, poprosí Alex zdali by ji v soutěži nezastoupila. Té nezbývá nic jiného, než si tajně vypůjčit chytrokalhoty. Max se snaží vydělat na vodě ze školní fontány. Kouzla:- Chybí: David DeLuise jako Jerry Russo Hostující hvězdy: Daniel Samonas jako Dean Moriarty, Andy Pessoa jako Alfred, Bill Chott jako pan Laritate Dále hrají: Veronica Sixtos jako Nellie Rodriguezová, Dan Benson jako Zeke, Zack Shada jako Joey, Gary Owens jako budík, Edwin Kho jako člen zlatého týmu Speciální hostující hvězdy:- |        |                                       |                                           |                    |                 |
| 23 | 2      | Beware Wolf                           | Pozor vlk                                 | 21. září 2008      | 202             |
| Justin si domluvil rande naslepo. I když je dívka z čarodějnického světa, zprvu vypadá normálně. Ovšem do té doby než se začne chovat jako pes. Justin je zaslepený láskou a její chování se mu jeví jako roztomilé. Alex tedy donutí Isabel, aby Justinovi řekla pravdu. Když Justin Isabel políbí, přemění se ve vlkodlaka. Kouzla:- Chybí: Jennifer Stone jako Harper Finkleová Hostující hvězdy: Sarah Ramos jako Isabella, Andy Pessoa jako Alfred Dále hrají: Renna Nightingale jako kentaurka, Danielle O'Loughlin jako starší paní Speciální hostující hvězdy:- |        |                                       |                                           |                    |                 |
| 24 | 3      | Graphic Novel                         | Kreslený příběh                           | 5. října 2008      | 203             |
| Max najde Alexin kouzelnický deník, kam si kreslí svůj svět, který může pomocí kouzla prožívat. Max přinese deník do školy, kde mu ho vezme Gigi, Alexina rivalka a hrozí tak, že se ve škole provalí Alexino tajemství a to, že se jí líbí její spolužák Dean. Max tedy použije kouzlo a uvězní tak Gigi v Alexině deníku. Teď musí Alex, Max a Justin vymyslet jak dostat Gigi z deníku a také to, aby neprozradila ostatním, že umí kouzlit. Kouzla: - Literrarium Terarrium- dostane vás do deníku Chybí: David DeLuise jako Jerry Russo, Maria Canals Barrera jako Theresa Russová Hostující hvězdy: Daniel Samonas jako Dean Moriarty, Skyler Samuels jako Gigi Dále hrají: April Audia jako Alexin méďa, Jordan Carroll jako Andy, Lili Ishida jako Laura, Kelsey Sanders jako Wannabe #1, Heather Trzyna jako Wannabe #2, Zack Shada jako Joey Speciální hostující hvězdy:- |        |                                       |                                           |                    |                 |
| 25 | 4      | Racing                                | Závod                                     | 12. října 2008     | 204             |
| Alex by už konečně ráda zjistila, zdali se Deanovi líbí, ale ten je neustále obklopen svými kamarády a Alex nemá příležitost si s ním promluvit o samotě. Přes veškeré úsilí se ji povede ho pozvat do restaurace, kterou vlastní její rodina. Dean ovšem dorazí i s kamarády a tak když Alex zaslechne, že Dean shání auto na blížící se závod, nabídne mu auto svého otce, které je na odpis. Max si neustále objednává kouzelnické věci z Kouzelnického týdeníku i přesto, že mají vedlejší účinky. Harper nastupuje do autoškoly. Kouzla:- Chybí:- Hostující hvězdy: Daniel Samonas jako Dean Moriarty, Dan Benson jako Zeke Dále hrají: Jack Sanderson jako Závodník MC, Zack Shada jako Joey Speciální hostující hvězdy:- |        |                                       |                                           |                    |                 |
| 26 | 5      | Alex's Brother, Maximan               | Alexin brácha, Maximan                    | 19. října 2008     | 205             |
| Justin sestrojil robota a chce s ním vyhrát na robotí olympiádě. Dean pozve Alex na rande, ale Justin a Harper ji varují před proslulým Deanovo líbacím koutem. Ve městě se objevil lahůdkový zloděj, ale jelikož má policie práci se závažnějšími případy, rozhodne se vzít Max spravedlnost do svých rukou. Harper má práci, o které zatím nikdo nemá ani potuchy. Kouzla: - Rulando Gravidando- člověk může chodit po zdi - Ať se lano hladce vine a padoucha ať nemine, jen se pěkně snaž a chlapíčka rychle svaž Chybí: David DeLuise jako Jerry Russo, Maria Canals Barrera jako Theresa Russová Hostující hvězdy: Daniel Samonas jako Dean Moriarty Dále hrají: Jack Sanderson jako Roller Rink MC Speciální hostující hvězdy:- |        |                                       |                                           |                    |                 |
| 27 | 6      | Saving WizTech Part 1                 | Záchrana Čaroškoly 1.část                 | 26. října 2008     | 208             |
| Čaroškola je zahlcena plastovými míčky a nikdo tak nemůže obývat hrad ani vyučovat. Profesor Crumbs musí povolat odborníky na odstraňování plastových míčků a žádá Jerryho zdali by v jejich domě nemohl několik studentů ubytovat. Mezi nimi je také Ronald, student, kterému se Alex líbí a je proto schopen udělat vše. Alex mu podléhá a je odhodlaná se vrátit ke studiu na čaroškole. Kouzla: - Baletní soubore, víte, jak na to, padouch ať zatančí, dívám se na to - Šupitorelé, schovej se v želé - uvězní člověka do želé Chybí:- Hostující hvězdy: Daniel Samonas jako Dean Moriarty; Ian Abercrombie jako Profesor Crumbs; Josh Sussman jako Hugh Normus; Chad Duell jako Ronald Longcape mladší; Maurice Godin jako Ronald Longcape starší Dále hrají: Gary Owens jako Corporate Ad/Ominous Voice, Sara Gonzalez jako roztleskávačka #1, Nikki Blackwell jako roztleskávačka #2, Jessica Dantic jako roztleskávačka #3 Speciální hostující hvězdy:- |        |                                       |                                           |                    |                 |
| 28 | 7      | Saving WizTech Part 2                 | Záchrana Čaroškoly 2.část                 | 26. října 2008     | 209             |
| Díky Justinovu se mohli opět všichni studenti vrátit do čaroškoly. Ovšem škola je pro změnu zahlcena raklamami a výuka kouzlení jde stranou, což se Justinovi nelíbí a jde za profesorem Crumbsem. Ronald chce přesvědčit Alex, aby s ním šla do věže zla a mohli tak společnými silami ovládnout čaroškolu. Kouzla: - Šupitorelé, vylez z želé - dostane člověka z želé Chybí: David DeLuise jako Jerry Russo, Maria Canals Barrera jako Theresa Russová, Jennifer Stone jako Harper Finkleová Hostující hvězdy: Daniel Samonas jako Dean Moriarty, Ian Abercrombie jako Profesor Crumbs, Josh Sussman jako Hugh Normus, Chad Duell jako Ronald Longcape mladší, Maurice Godin jako Ronald Longcape starší Dále hrají:- Speciální hostující hvězdy:- |        |                                       |                                           |                    |                 |
| 29 | 8      | Harper Knows                          | Harper to ví                              | 23. listopadu 2008 | 206             |
| Harper má narozeniny a chce jít na Popcom, přehlídku komixových kostýmů. Harper chce, aby jí Alex pomohla s výrobou kostýmů a ona tak mohla vyhrát první cenu za nejlepší kostým. Alex odmítá, ale změní názor poté, co dorazí tajní agenti z kouzelnické říše, protože si Rada kouzelníků žádá služby Alex, Justina a Maxe. Na Popcomu došlo ke stavu nouze, kde se objevují skuteční kouzelníci a mohlo by být prozrazeno jejich tajemství. Alex je však nucena pro záchranu jejich přátelství, Harper prozradit své tajemství. Kouzla: - Potřebuju převlek, aby nikdo neřek - prohodí vám oblečení s kým chcete (Alex si ho dokonce vyměnila s obrazem) Chybí:- Hostující hvězdy: Josh Sussman jako Hugh Normous, Michael A. Shepperd jako inspektor Lampa, Brian Scolaro jako Goblin, Lee Meriwether jako Battle Diva Dále hrají:- Speciální hostující hvězdy:- |        |                                       |                                           |                    |                 |
| 30 | 9      | Taxi Dance                            | Obživlý taxík                             | 7. prosince 2008   | 207             |
| Alex, Justin a Max pátrají po místech svého narození a historkách s nimi spojené. Zatímco Justin a Max se jdou podívat do porodnice, Alex se dozvídá, že se narodila v taxíku. Ten je však nyní na odpis a Alex si z něj chce vzít suvenýr. Taxik tedy oživí, aby se dověděla, jak porod probíhal, to ovšem nevěděla, že pokud oživí neživou věc, ta si k ní najde citové pouto a jen tak se ho nezbaví. Kouzla: - Nemohu se rozloučit s taxíkem, co nejezdí, ať se vrátí k životu a zas jezdí - Lano od Greenwalda, o pomec tě prosím, vylez vzhůru a svaž ho uzle pevným, pevným, pevným. Chybí:- Hostující hvězdy: John Capodice jako "strejda" Al, Adam Carolla jako hlas taxíku Dále hrají:- Speciální hostující hvězdy:- |        |                                       |                                           |                    |                 |
| 31 | 10     | Baby Cupid                            | Kupid                                     | 14. prosince 2008  | 210             |
| Jerry a Theressa se neustále hádají a k usmíření nedojde ani na jejich výročí. Alex se tedy rozhodne na čaronetu objednat služby Cupida. Objeví se však malé dítě s pouze jedním šípem, který vystřelí po Justinovi a ten se bláznivě zamiluje do Harper. Max se nyní snaží opravit šíp lásky a Alex musí vysvětlit proč má doma malé dítě. Kouzla:- Chybí:- Hostující hvězdy: Dan Benson jako Zeke, Bill Chott jako pan Laritate, Mark DeCarlo jako Kupid Dále hrají:- Speciální hostující hvězdy:- |        |                                       |                                           |                    |                 |
| 32 | 11     | Make It Happen                        | Ať se to stane                            | 1. ledna 2009      | 211             |
| Jelikož čarodějnické schopnosti zůstanou pouze jednomu ze sourozenců Russových, navštíví je čarodějnický profesní poradce, kterému musí sdělit svůj alternativní plán. Zatímco si Alex s Justinem založí vlastní kapelu, Max by chtěl uspět jako kouzelník. Kouzla:- Chybí: Jennifer Stone jako Harper Finkleová Hostující hvězdy: Fred Willard jako pan Stuffleby Dále hrají: Josiah Treger jako hudební agent, Allie Carieri jako Groupi Speciální hostující hvězdy:- |        |                                       |                                           |                    |                 |
| 33 | 12     | Fairy Tale                            | Školní hra                                | 25. ledna 2009     | 213             |
| Justin potřebuje doporučení od pana Laritata a tak se ujímá režírování školní hry Petr Pan. Roli Zvonilky získala Harper, ta se však vážně zraní a zastoupit ji musí Alex, která není schopna naučit se celý scénář zpaměti. Max se stal novým kritikem školního časopisu. Kouzla:- Chybí:- Hostující hvězdy: Dan Benson jako Zeke, Bill Chott jako pan Laritate, Rachel Cannon víla Létalka Dále hrají:- Speciální hostující hvězdy:- |        |                                       |                                           |                    |                 |
| 34 | 13     | Fashion Week                          | Týden módy                                | 15. února 2009     | 215             |
| Harper dostala od vyhlášeného módního návrháře šaty, které do přehlídky nesmí nikdo vidět a tak je schová u Alex. Ta je však nedopatřením zničí. Díky týdnu módy je město plné modelek a tak se na ně Justin se Zekem snaží zapůsobit. Kouzla: - Ať je hned lampa zpět Chybí: Jake T. Austin jako Max Russo, Maria Canals Barrera jako Theresa Russová Hostující hvězdy: Willie Garson jako pan Frenchie, Dan Benson jako Zeke Dále hrají: Katie Savoy jako modelka #1, Elizabeth Tsing jako modelka #2, Chloe Dykstra jako modelka #3 Speciální hostující hvězdy: Cindy Crawford jako Bibi Rockfordová |        |                                       |                                           |                    |                 |
| 35 | 14     | Helping Hand                          | Pomocná ruka                              | 16. února 2009     | 217             |
| Theresa a Jerry se rozhodli rozdělit dětem domácí práce a za domácí úkol musejí vymyslet vlastní kouzlo. Alex by šla ráda s Harper do kina, ovšem má tolik práce, že si vypůjčí Justinovu pomocnou ruku, kterou stvořil pro prezentaci pro pana Spellmana. Ruka je však po celodenním uklízení natolik unavená, že se nehne a Justin tak nemůže pokračovat ve své prezentaci. Kouzla: - Pomocná ruko, pojď sem blíž, pomoz nám se vším na obtíž Chybí:- Hostující hvězdy: John Doe jako Superintendent Spellman, Kate VanDevender jako pomocná ruka Dále hrají:- Speciální hostující hvězdy:- |        |                                       |                                           |                    |                 |
| 36 | 15     | Art Teacher                           | Hodiny výtvarky                           | 1. března 2009     | 214             |
| Alex při hodině výtvarky použije kouzlo a profesorka Majorhealeyová zná její tajemství. Slečna Majorhealeyová však ví, že TJ je také kouzelník a když se rozešli, proměnil ji ve čtyřicetiletou ženu a po Alex chce, aby ji proměnila zpět v šestnáctiletou dívku. Max si vymyslí, že trpí vzácnou nemocí a do Stanice se začínají sjíždět známé osobnosti, aby mu vyjádřili soucit. Kouzla: - Defleppardus Anamalus - promění člověka ve zvíře - Jak kůl v plotě - sváže ostatní lidi řetězem - Ukliď tu, zameť a vytři honem hned Chybí:- Hostující hvězdy: Bill Chott jako pan Laritate, Heidi Swedberg jako stará Jennifer Majorhealey, Gilland jako mladá Jenny, Daryl Sabara jako T.J. Taylor, Kristi Lauren jako Chelsa Dále hrají:- Speciální hostující hvězdy: Dwayne Johnson jako on sám, Misty May-Treanorová jako ona sama |        |                                       |                                           |                    |                 |
| 37 | 16     | Future Harper                         | Budoucí Harper                            | 15. března 2009    | 212             |
| Alex se od Harper dozví, že plno příběhů, které jí vypráví už četla v knize H. J. Darlingové. Justin tedy přečte všechny její knihy a zjistí, že zná jejich tajemství a píše o jejich životě. Vydají se tedy za ní, tam ovšem zjistí, že H. J. Darlingová je ve skutečnosti Harper z budoucnosti a je tedy jasné, kdo v budoucnu prozradí jejich tajemství. Kouzla: - Tahle láva strašná je, ať sněhu větší nával je Chybí: David DeLuise jako Jerry Russo, Maria Canals Barrera jako Theresa Russová Hostující hvězdy:- Dále hrají:- Speciální hostující hvězdy: Rob Reiner jako on sám, Rachel Dratch jako H.J. Darlingová |        |                                       |                                           |                    |                 |
| 38 | 17     | Alex Does Good                        | Alex koná dobro                           | 5. dubna 2009      | 219             |
| Alex neustále porušuje školní řád a tak ji za trest pan Laritate zapíše do Klubu šťastných pomocníčků. Alex však brzy pozná, že v klubu nejde o pomáhání druhým, ale úplně jiné aktivity. Max se snaží zapůsobit na svou spolužačku svými vtipy, ty jsou však na úkor ostatních, což se mu později vymstí. Kouzla: - Cestovat chci šup a honem, ať tam vlítnu telefonem - teleportuje přes telefon - Vem si prášek a je z tebe šašek - promění člověka v šaška Chybí:- Hostující hvězdy: Bill Chott jako pan Laritate, Kathryn Foley jako Jennette Brocolletiová, Jo Anne Worley jako Maggie, Gilland Jones jako Jenny, Steve Purnick jako vlastník příběhu Dále hrají:- Speciální hostující hvězdy:- |        |                                       |                                           |                    |                 |
| 39 | 18     | Hugh's Not Normous                    | Hugh není obr                             | 12. dubna 2009     | 216             |
| Hugh utekl z domova poté, co zjistil, že není obr a navíc je adoptovaný. Alex se mu snaží pomoci a tak ho na chvíli promění v obra. Mezitím pátrá po jeho skutečných rodičích. Max se snaží Alex pomstít za její kanadské žertíky. Kouzla: - Ať se změní tenhle kus, ať Hugh vidí, co je růst - mělo z Hugh udělat obra, ale místo toho zmenšilo celý pokoj - Pokojus fixus - vrátí pokoj do původní velikosti Chybí:- Hostující hvězdy: Josh Sussman jako Hugh Normus, Clarinda Ross jako Cathy Normusová, Lee Reherman jako Doug Normusová, Christopher Neiman jako Stu Finemanová, Rose Abdoo jako Mary Lou Fineman Dále hrají:- Speciální hostující hvězdy:- |        |                                       |                                           |                    |                 |
| 40 | 19     | Don't Rain On Justin's Parade - Earth | Na Justinovu přehlídku nesmí pršet        | 19. dubna 2009     | 227             |
| Ve škole se koná konzultace povolání, kde Justin objeví svého oblíbeného meteorolga Baxtera Knighta. Od něj se dozvídá, že mu poslední dobou žádná předpověď počasí nevychází a tak Justin pomocí kouzel ovládá počasí podle Baxterových předpovědí. Tím však naštve Matku Přírodu. Alex při zastupování pana Laritata koná samé dobro, což jí vadí a chce se vrátit ke svým neřestem. Kouzla: - Baxter nesmí ztratit práci, ať v půlce New Yorku padají sněhuláci - Prosím, ať padajíkroupy, velké jako patáty - To samý co on- kouzlo pro zjevení matky přírody Chybí: Maria Canals Barrera jako Theresa Russová Hostující hvězdy: Bill Chott jako pan Laritate, Jenica Bergere jako matka příroda, Steve Monroe jako Baxter Knight, Robert Mammana jako Officer Bryan Dále hrají: Casey Jon Diedrick jako Sal, John Burke jako Anchor, Kimberly Perez jako Harper Wannabe Speciální hostující hvězdy:- |        |                                       |                                           |                    |                 |
| 41 | 20     | Family Game Night                     | Rodinný zápas                             | 26. dubna 2009     | 218             |
| Alex čeká důležitý test, na který se nepřipravila a tak si s Harper vymění těla. Při zpáteční výměně však poplete kouzlo a Harper uvízně v Alexině těle. Justina uhání dívka, která si myslí, že je jeho přítelkyně a tak ji pozve na rodinný večer, kde zaručeně nevydrží. Kouzla: - Alex a Harper Cambia Coporum Meum Capora Sua Numinavi - vymění těla - Hlavum vlasatum, postup opakum - Po všem co se tady dělo chceme zpátky vlasy i tělo - Ať jsou hned hlasy zpět - Ať už nejsou hádky, ať se mozky vrátí zpátky - Prosím mozku, přejdi mozku Chybí:- Hostující hvězdy: Christa B. Allen jako Daphne Dále hrají:- Speciální hostující hvězdy:- |        |                                       |                                           |                    |                 |
| 42 | 21     | Justin's New Girlfriend               | Justinova nová přítelkyně                 | 2. května 2009     | 221             |
| Justin, Alex a Harper si vyrazí do kina na němý film a tak zatímco Alex je k smrti znuděná, Harper a Justin plánují další návštěvu kina. Zjišťují, že mají plno společného a tráví spolu většinu volného času. Alex však zůstává sama a tak Justinovi a Harper namluví, že si ani neuvědomují, že spolu ve skutečnosti randí. A tak zatímco je Harper štěstím bez sebe, Justin se snaží setkání s Harper vyhnout. Kouzla: - Ať už trable skončí, zamkni dveře zvenčí - zamkne dveře - Alex všechno zvoře, takže odemykám dveře - odemkne dveře - Ať zvuk i barva rychle zmizí, naše pomsta bude ryzí - dostane člověka do němého filmu Chybí:- Hostující hvězdy:- Dále hrají:- Speciální hostující hvězdy:- |        |                                       |                                           |                    |                 |
| 43 | 22     | My Tutor, Tutor                       | Moje lektorka,Lektorka                    | 29. května 2009    | 226             |
| Maxovi se kouzlení stále nedaří a tak mu otec zaplatí lektorku kouzlení. Ta však udělá velký dojem na Alex, se kterou tráví většinu svého volného času, ovšem o zájem lektorky usiluje také Justin a tak když zjistí, že se blíží Maxovi zkoušky, po kterých lektorka odcestuje za dalším svým studentem, rozhodnou se Maxe naučit špatná kouzla, aby měli lektorku sami pro sebe. Kouzla: - Ať se křeslo ve vzduchu rozplyne - zneviditelní daný objekt - Ať se všechny luky a šípy sjednotí a zloděje na kole dohoní - Když máš špatný den, všechno ven Chybí: David DeLuise jako Jerry Russo, protože tuto epizodu režíroval Hostující hvězdy: Paulina Olszynski jako Lektorka, Dana Michael Woods jako Leprechaun Dále hrají:- Speciální hostující hvězdy:- |        |                                       |                                           |                    |                 |
| 44 | 23     | Paint By Committee                    | Malba na zakázku                          | 26. června 2009    | 229             |
| Komise pro výtvarnou výzdobu Tribetské střední školy, kterou tvoří Justin a Harper, vybrala Alex, aby vyzdobila jednu ze školních zdí. Alex se však svým návrhem nedokáže zavděčit všem studentům a tak ji nezbývá nic jiného, než použít kouzlo. Max se snaží stát hvězdou internetu. Kouzla: - Ať v sobě každýho přiláká, vrhám na ni kouzlo krása v oku diváka- každý vidí, co vidět chce - Ať je maleb zdola rázem plná celá škola Chybí:- Hostující hvězdy: Dan Benson jako Zeke, Bill Chott jako pan Laritate, Peter Hulne jako Lane Dále hrají: Tim Dougherty jako Karl Speciální hostující hvězdy:- |        |                                       |                                           |                    |                 |
| 45 | 24     | Wizard For a Day                      | Kouzelníkem na jediný den                 | 10. července 2009  | 230             |
| Blíží se Jerryho narozeniny. A tak zatímco Justin vyrobil pro otce kouzelný kelímek na tužky a Max už osmým rokem stejný dárek, Alex chce něco unikátního a tak otci daruje Merlinův klobouk, díky kterému získá kouzelnické schopnosti na celý jeden den. Jerry si vyčaruje restauraci, do které chodil jako malý. Restaurace se těší velké oblibě nejen smrtelníků, ale především mimozemštanů, kteří se rozhodli získat přístroj na výrobu té nejlepší zmrzliny, co kdy ochutnali. Kouzla: Chybí:- Hostující hvězdy: Dan Benson jako Zeke, Amir Talai jako Alien leader Dále hrají:- Speciální hostující hvězdy:- |        |                                       |                                           |                    |                 |
| 46 | 25     | Cast-Away (To Another Show)           | Blízké setkání                            | 17. července 2009  | 220             |
| Justin jako výherce literární soutěže vyráží s Alex a Maxem na plavbu lodí Tipton. Jako hlavní výhra je nejen plavba lodí, ale především setkání se slavnou hotelovou dědičkou London Tiptonovou. Ta však o chudého a nezajímavého Justina nestojí a tak se Justin začne vydávat za úspěšného doktora.Alex nechce chodit do školy proto přičaruje Harper která dělá že je Alex a Alew dělá že je Ashley Osbornová Simsová. Max našel konkurenci v podobě stejného vtipálka Zacka Martina, kterého vyzve na souboj. Alex se seznamuje s Bailey které zachrání život a stávají se z nich skvělé kamarádky, ale vše o Justinovi praskne když je London překvapivě rozčílená když Justin Její kamarádku Bailey nezachránil.Alex naučí Bailey některým lupmárnám které skoušejí na Justina. Kouzla: - Věci z domu pojďte ven, pěkně šupem rychle sem- teleportuje věci z domu - Z východu na západ, větry se šíří a Harper ať rychle domů římí (má tam být míří, ale Alex to popletla a potom si uvědomila že Harper poslala do říma.) :) Chybí:- Hostující hvězdy: Dále hrají:- Speciální hostující hvězdy: Phill Lewis jako Marion Moseby, Debby Ryan jako Bailey Pickettová, Cole Sprouse jako Cody Martin, Dylan Sprouse jako Zack Martin, Brenda Song jako London Tiptonová |        |                                       |                                           |                    |                 |
| 47 | 26     | Wizards vs. Vampires on Waverly Place | Kouzelníci vs. Upíři                      | 24. července 2009  | 223             |
| Alex objeví nedaleko Stanice novou restauraci a tak se Justin vydá na výzvědy. Setká se zde s dcerou majitelů, se kterou si okamžitě padnou do oka. Ovšem jejich lásce není přáno. Max se rozhodl celé letní prázdniny trénovat imitaci slavných amerických komiků. Kouzla:- Chybí:- Hostující hvězdy: Bridgit Mendler jako Juliet Van Heusenová, Anne Ramsay jako Cindy Van Heusenová, JD Cullum jako Alucard Van Heusen Dále hrají: Andrew Michael Davies jako Alternativní Justin, Mary K. DeVault jako Mary, and Jim Giordano jako Marvin Speciální hostující hvězdy:- |        |                                       |                                           |                    |                 |
| 48 | 27     | Wizards vs. Vampires: Tasty Bites     | Kouzelníci vs. Upíři - Samé chutné kousky | 31. července 2009  | 224             |
| Theresa si díky Juliet uvědomí jak špatně se stravovali a rozhodne se zahájit zdravý režim pro celou rodinu. Max není zvyklý jíst pouze zeleninu a tak chce její chuť pomocí kouzel vylepšit, ale kouzla opět poplete a dýně vyroste do obřích rozměrů a tak se v ní Max na čas zabydlí. Alex nevyhovuje nový režim, který její matka zavedla a jde za rodiči Juliet. Tam se ovšem dozví, že Juliet je upírkou a chce, aby její rodiče jedli zdravě, aby mohla sát zdravější krev. Kouzla: - Když už mě někdo tohle jíst nutí, ať to má všechno mnohem víc chuti - mělo to dodat zelenině více chuti, místo toho zelenina vyrostla do mega rozměru Chybí:- Hostující hvězdy: Bridgit Mendler jako Juliet Van Heusenová, Anne Ramsay jako Cindy Van Heusenová, JD Cullum jako Alucard Van Heusen Dále hrají:- Speciální hostující hvězdy:- |        |                                       |                                           |                    |                 |
| 49 | 28     | Wizards vs. Vampires: Dream Date      | Kouzelníci vs. Upíři - Rande snů          | 7. srpna 2009      | 225             |
| Alex se pomocí kouzelné helmy na sny vkrádá Deanovi do snů. Dean se vrací, ale randění s ním není podle Alexiných představ a chce se s ním rozejít. Ovšem nechce ho ranit a tak ze sebe pomocí kouzel udělá šeredu, aby se Deanovi znelíbila. Juliet odjíždí s rodiči na dovolenou a chce, aby s nimi jel Justin. Max má problém s prodavačkou párků. Kouzla: - Prosím ať už nejsem čistá a kopačky rychle schytám Chybí: Maria Canals Barrera jako Theresa Russová Hostující hvězdy: Bridgit Mendler jako Juliet Van Heusenová, Daniel Samonas jako Dean Moriarty, David Boller jako Abe Lincoln, Amanda Tepe jako prodavačka párků v rohlíku Dále hrají:- Speciální hostující hvězdy:- |        |                                       |                                           |                    |                 |
| 50 | 29     | Wizards & Vampires vs. Zombies        | Kouzelníci & Upíři vs. Zombie             | 8. srpna 2009      | 228             |
| Justin chce Juliet pozvat na ples, jehož mottem je Nejlepší večer ze všech. Alex je z plesu nadšená, protože má příležitost uspořádat antiples. Max byl vybrán pro vyzkoušení kouzelnického prstenu Žádné strachy. Alex poprosí Maxe, zdali by mohl roznést pozvánky na ples, ale omylem je pošle skutečným zombie, kteří dorazí na Alexin ples. Harper nemá odvahu pozvat Zeka na ples a tak použije Maxův kouzelnický prsten Žádné strachy. Kouzla:- Chybí: Maria Canals Barrera jako Theresa Russová Hostující hvězdy: Bridgit Mendler jako Juliet Van Heusenová, Dan Benson jako Zeke Dále hrají: Christopher Recupito Rossi jako Zombie Guy, Callie Carson jako Zombie Girl, Malia Dawkins jako Zombie Prom Victim, Marcus Alexander Hart jako Prom Zombie, Daniel Sykes jako Mocking Prom Guy Speciální hostující hvězdy:- |        |                                       |                                           |                    |                 |
| 51 | 30     | Retest                                | Kouzelnické zkoušky                       | 21. srpna 2009     | 222             |
| Rodinu Russoových navštíví strýček Kelbo, který nese špatnou zprávu. Od kouzelnické komise totiž obdržel dopis, ve kterém stojí, že on, Jerry a jejich sestra Megan musí z formálních důvodů podstoupit kouzelnické zkoušky. Pokud tak neučiní celá rodina Russoových ztratí své kouzelnické schopnosti. Navíc nikdo neví, kde Megan žije, protože s ní od kouzelnických zkoušek nepromluvili. Kouzla: - Ať jsme blíž u tety v texaské Paříži, Paříži - Zuba zuba zuba, leť sestro, běž sestro do texaské Paříže - Ať je za chvilenku všechno z krabic venku Chybí:- Hostující hvězdy: Jeff Garlin jako strejda Kelbo, Carrie Genzel jako teta Megan Dále hrají: Jay Brian Winnick jako pan McFly Speciální hostující hvězdy:- |        |                                       |                                           |                    |                 |